# Úmluva o otroctví
Úmluva o otroctví byla sjednána dne 25. září 1926 v Ženevě v rámci Společnosti národů. Státy, které se staly smluvními stranami této úmluvy, se zavázaly zabraňovat a potlačovat obchod s otroky a usilovat o postupné a co nejrychlejší úplné potlačení otroctví ve všech jeho podobách.
Dále se strany úmluvy zavázaly činiti všechna nutná opatření, aby se zabránilo tomu, aby se nucená nebo povinná práce nevyvinula ve stav obdobný otroctví.
Pro Československou republiku nabyla úmluva účinnosti dnem 10. října 1930 a byla publikována pod č. 165/1930 Sb. z. a n.